# Леопольд Гессен-Дармштадтський
Леопольд Гессен-Дармштадтський (нім. Leopold von Hessen-Darmstadt; 11 квітня 1708 — 27 жовтня 1764) — фельдмаршал Священної Римської імперії, син принца Гесен-Дармштадтського Філіпа та принцеси де Круа-Гавре Марії Терези.

## Біографія
Леопольд народився  11 квітня 1708 року у Мантуї. Він був третім сином і четвертою дитиною в родині принца Гесен-Дармштадтського Філіпа та його дружини Марії Терези де Круа-Гавре. Зростав хлопець разом з братом Йозефом Ігнасом та сестрою Теодорою. Інші діти в родині померли. Теодора 1727 року вийшла заміж за герцога Гуасталли Антоніо Ферранте Ґонзаґа, а 1729, не маючи дітей, стала удовицею після того, як її чоловік загинув в результаті нещасного випадку.  Йозеф Ігнас того ж року був висвячений на священника.
Сам Леопольд 2 вересня 1740 року побрався у П'яченці із моденською шляхтянкою Енрічеттою д'Есте, старшою від нього на шість років. Вона була донькою герцога Модени Рінальдо д'Есте і сестрою правлячого герцога Франческо III. У першому шлюбі, що залишився бездітним, була дружиною герцога Парми Антоніо Фарнезе. Разом Леопольд і Енрічетта прожили 24 роки. Нащадків вони не мали.
Леопольд помер 27 жовтня 1764 року. Поховання організовувала дружина. Саркофаг був зроблений французьким скульптором Жаном-Батістом Бударом наступного року. Енрічетта пережила чоловіка на тринадцять років. Похована поруч.